# Teorema de no pelo
El teorema de no pelo, teorema sin pelo o teorema de la calvicie (traducción del inglés no hair theorem) postula que todas las soluciones del agujero negro descritas en las ecuaciones de Einstein-Maxwell de gravitación y electromagnetismo en la relatividad general pueden ser caracterizadas por solo tres parámetros observables de manera externa: su masa M, su carga Q y su momento angular J.
Toda otra información acerca de la materia que forma el agujero negro o que está cayendo en él, desaparece detrás del horizonte de sucesos y es permanentemente inaccesible a un observador externo (paradoja de la formación del agujero negro).
El físico estadounidense John Archibald Wheeler (1911-2008) ―quien en 1968 acuñó el término «agujero negro»― expresó esta idea con la frase «los agujeros negros no tienen pelo» (o sea, no tienen información), que dio origen al nombre de este teorema.
El estado final del agujero negro es independiente
del cuerpo del que se contrajo o
de la materia de la que provino,
de la forma del cuerpo original (sea esta esférica o irregular),
de su campo magnético y
de todas sus otras propiedades físicas.